# 名鉄蒲郡線
蒲郡線（がまごおりせん）は、愛知県西尾市の吉良吉田駅から同県蒲郡市の蒲郡駅までを結ぶ名古屋鉄道（名鉄）の鉄道路線である。

## 概要
風光明媚な三河湾に沿って走る路線で、沿線には形原温泉、西浦温泉、吉良温泉、愛知こどもの国など温泉地やレジャー施設があり、潮干狩りや海水浴など季節のレジャーも楽しむことができる。そのため、かつては犬山線や知多新線と並ぶ観光路線として脚光を浴び、多数の本線直通特急が運転されていたが、レジャーの多様化や意識の変化による三河湾観光の衰退に伴い、通勤路線へと変貌していった。2008年6月29日のダイヤ改正で西尾線との直通列車が消滅し、現在は線内折り返しのワンマン運転の普通列車のみとなっている。このように西尾線と一体の運行形態を取っていた経緯から、運行が分離された後も西尾線と合わせた通称（総称）として「西蒲線」「にしがま線」と呼ばれている。利用者数の激減や国道247号など並行道路の整備状態が良好なこともあり、存続問題が浮上している（後述の存続問題の節を参照）。
運賃計算区分はB（運賃計算に用いる距離は営業キロの1.15倍）。
『鉄道要覧』による起点は吉良吉田駅だが、列車運行および旅客案内、列車番号の設定においては、蒲郡駅から吉良吉田駅へ向かう列車が下り、逆方向が上りとなっている。また、キロポストは三河線からの数字を受け継いでおり、知立駅からの距離の表示となっている（三河線碧南 - 吉良吉田間廃止後もそのまま）。
2011年2月11日にサービスを開始したICカード「manaca」は、蒲郡線三河鳥羽駅 - 蒲郡駅間では導入されなかったため、吉良吉田駅を含まない利用はできない（#ワンマン運転を参照）。manaca導入に伴い、2012年2月29日限りで回数券（普通回数乗車券、時差回数乗車券、土・休日割引回数乗車券）が廃止されたが、蒲郡線各駅相互間には2012年3月1日から「蒲郡線 回数きっぷ10」という回数券が販売されている。

### 路線データ
- 路線距離（営業キロ）：17.6km
- 軌間：1067mm
- 駅数：10駅（起終点駅含む）
- 複線区間：なし（全線単線）
- 電化区間：全線（直流1500V）
- 閉塞方式：自動閉塞式[2]
- 保安装置：M式ATS[2]
- 最高速度：85km/h[2][注釈 1]
- 最急勾配：25‰（西幡豆 - 西浦の各駅間に点在）

## 歴史
元々は三河鉄道（三河線の前身会社）の蒲郡方面延長線として建設された路線で、同社が名古屋鉄道に合併された直後はこの区間も三河線として扱われていた。また、三河鉄道は三河鳥羽駅までを1500V電化で開業させていたものの、残る三河鳥羽駅 - 蒲郡駅間は資金不足により非電化で延伸したため、同区間が電化されるまでは三河鳥羽駅で乗り換えを余儀なくされた。
西尾線の吉良吉田駅（初代）と三河線の三河吉田駅（現、吉良吉田駅）とが1943年2月に統合されると、三河吉田駅 - 三河鳥羽駅間の電圧が600Vに降圧され、同じく600V電化の西尾線と直通運転を行うようになった。1946年10月に三河鳥羽駅 - 東幡豆駅間、1947年4月に東幡豆駅 - 蒲郡駅間が600V電化され、1948年5月16日のダイヤ改正で三河吉田駅 - 蒲郡駅間は「蒲郡線」として三河線から分離した。
その後、1500Vへの昇圧の過程で一時的に三河線直通運転に戻った時期があるものの、西尾線が1500Vに昇圧されてからは再び同線直通運転に戻った。以後、2004年の三河線末端部廃止、2008年の直通運転全廃に至るまで、列車は西尾線への直通が主体であった。
1958年には三河湾が国定公園に指定されるなど、1950年代後半から三河湾沿岸の観光開発が盛んになり、名鉄は蒲郡線を三河湾観光路線と位置付けるようになった。1965年9月15日のダイヤ改正で蒲郡線にも本線直通の定期特急が設定され、最盛期には日中毎時2本の特急が乗り入れていた。そのため、名鉄はさらなる増発に備えて蒲郡線の複線化を計画し、1970年には認可も受けていた。
しかし、日本国内各地にできた新しいテーマパークなどとの競合で三河湾観光の衰退が顕著になると、名鉄もうさぎ島などを閉園するなど蒲郡線沿線の観光事業から撤退した。周辺道路網の整備によって元々高かった沿線地域の自動車普及率がさらに高まり、鉄道利用率は低かった。また鉄道においても蒲郡線経由よりルートが短く、複線で線形が良い東海道線が1980年代後半の国鉄末期から始まる名古屋近郊区間のダイヤ拡充で優勢となっていた。東海旅客鉄道（JR東海）発足後は特別快速や新快速などの投入で所要時間の差がさらに広がったほか、それまで蒲郡競艇場への主要な交通アクセスを担っていた蒲郡競艇場前駅の真横に三河塩津駅が開業したことにより、競艇場利用客には東海道線を利用するという選択肢が増えた。
JR蒲郡駅は快速停車駅で名古屋駅へは約40分で行けるのに対し、名鉄は最低1回の乗り換えを要するだけでなく、所要時間も倍以上になり、運賃も高くなるので（名鉄は1290円、JRは990円）下の写真にもあるように名鉄ですらもJRの利用を推奨するような状況になっている。

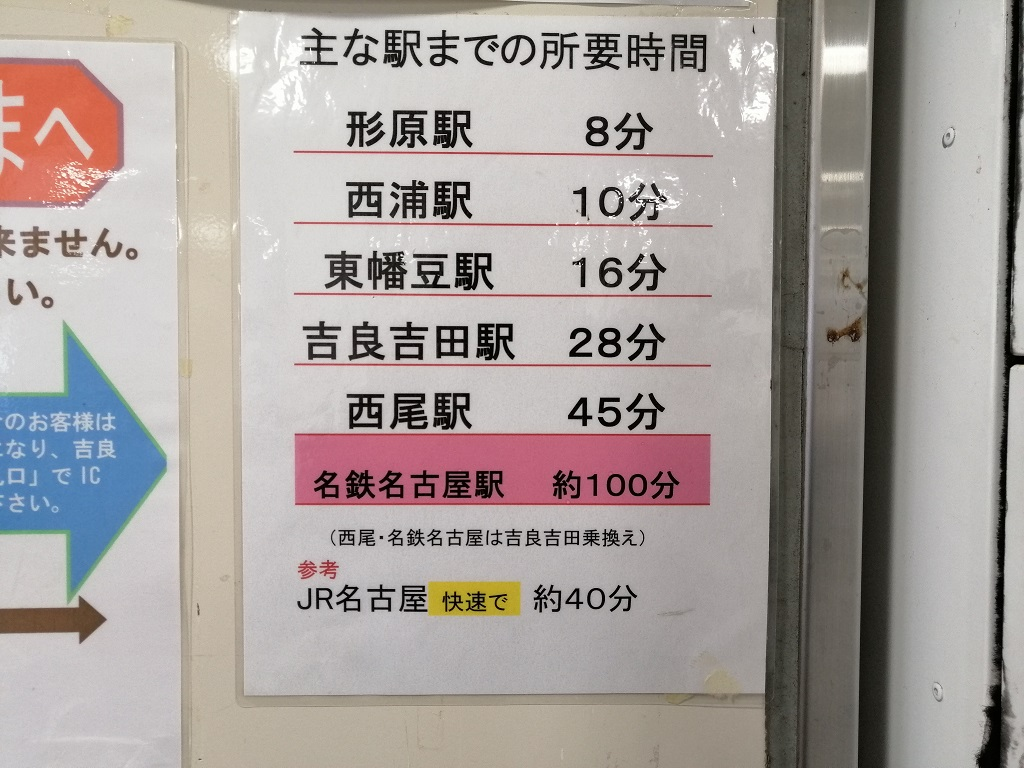
蒲郡駅にある主な駅までの所要時間の表

### 存続問題
1997年12月19日、名鉄の箕浦宗吉社長（当時）は定例記者会見の席で「不採算路線の整理・統廃合を関係自治体と協議したい」と発言し、谷汲線や八百津線（これらは2001年に廃止済み）などとともに西尾線・蒲郡線の西尾 - 吉良吉田 - 蒲郡間が廃止検討路線の候補に挙げられた。その後ワンマン運転導入や途中駅の無人駅化などの合理化が行われたが、依然として利用客の減少に歯止めがかからない状況が続いていたため、2005年12月20日には名鉄の要請で西尾 - 吉良吉田 - 蒲郡間の利用促進と経費節減を図る目的とする、沿線の2市2町と名鉄で構成された「名鉄西尾・蒲郡線対策協議会」が設立された。
協議会で名鉄はワンマン運転で蒲郡線と一体的に運用されている西尾線内2駅が、新システム用の自動改札機導入に伴い、設置費用面から維持困難のため廃止の方向であるとし、その後に根拠として「1日の乗降客数が300人に満たない市街地以外の駅」という条件を公表した。この具体的数値を示す手法は蒲郡線に対しても行われ、「バスへの転換等を検討する指標である輸送密度の目安が4000人/日であるのに対し、蒲郡線は2857人/日（2005年度）である」と廃線を強く匂わせたが、これに対し沿線自治体側は「名鉄の公共交通機関としての責任」などを訴え、存続を要望した。この中で、蒲郡線の均一制運賃やサイクルトレインの導入も検討され、実際に2007年3月1日から5月31日までの間、西尾線福地駅 - 蒲郡線蒲郡競艇場前駅の各駅（こどもの国駅を除く）でサイクルトレインの試験運用が実施された。
2007年度の乗車人員は過去最低の292万7000人となり、名鉄は2008年3月に西尾線・蒲郡線の西尾 - 吉良吉田 - 蒲郡間の利用活性化策を同年末までに、沿線の西尾市、吉良町、幡豆町、蒲郡市（吉良町と幡豆町は現在西尾市）に対して示すように求めた。名鉄からは「大量輸送機関として鉄道の特性が発揮できないほどに利用者が少ない」「企業努力はすでに限界を超えている」という会社の認識が示された。また全線に拡充を進めていた磁気式乗車カードシステム「トランパス」を蒲郡線三河鳥羽駅 - 蒲郡駅間には導入しないことが2008年度の設備投資計画で発表された。後に導入されたICカード乗車券「manaca」も当該区間は対象外となっている。
2009年9月に開催された第6回対策協議会からは愛知県も参加するようになった。また、2010年11月開催の第8回対策協議会では以下の取り決めがなされた。
1. 西尾・蒲郡線を道路と同様な大切な社会基盤としてとらえて存続維持をするため、沿線市町は名鉄に対して鉄道施設保有に必要な費用の一部を、三年間（2010年度から2012年度まで）にわたり支援する。
2. 沿線市町と愛知県、名鉄の三者は協力して、沿線の住民団体、小・中・高等学校、企業等と連携をはかり、各種の啓発活動や駅周辺環境の整備などを行い、利用促進を図ること。

この決定により西尾市と蒲郡市は年間で2億5000万円（蒲郡市9931万円、西尾市1億5069万円）の支援金を捻出し、愛知県は両市に対し年間計8,300万円の補助を行った。2013年度以降の対策については第12回対策協議会（2012年10月）で検討され、2013年度以降も引き続き沿線の2市が経費を補填した上で運行を継続していくことになった。その後の協議により2025年度（令和7年度）までの自治体支援による路線存続が決定している。
2025年3月、蒲郡線および接続する西尾線の存廃について、名鉄、愛知県、蒲郡市、西尾市などの対策協議会が協議を行い、蒲郡線に関して2027年4月より、線路など鉄道インフラの維持管理費を名鉄に代わって両市が負担する「みなし上下分離方式」を導入し、存続することを決定した。期間は2027年4月から15年とし、西尾市と蒲郡市が年間およそ4億から4億5000万円を名鉄に支援する。また、みなし上下分離の導入に際し、国が鉄道施設などの整備を支援する「社会資本整備総合交付金」の活用を目指す。
西尾駅 - 蒲郡駅間の2017年度の区間収支は収入3.9億円、支出11.6億円（うち人件費5.7億円）で赤字額は7.7億円となっている。

### 年表
- 1920年（大正9年）12月2日：三河鉄道が三河吉田駅（現、吉良吉田駅） - 蒲郡駅間の免許を取得[29]。洲崎・西浦間を走るガソリンカー

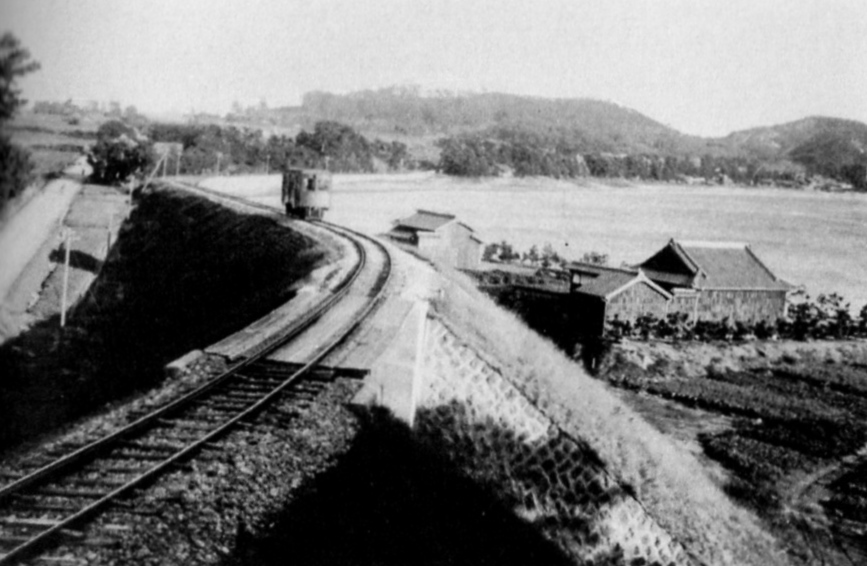
洲崎・西浦間を走るガソリンカー

- 1929年（昭和4年）8月11日：三河鉄道により三河吉田駅 - 三河鳥羽駅間が開業[30]。
- 1935年（昭和10年）1月22日：宮崎口駅が正式開業[31]。
- 1936年（昭和11年）
  - 7月24日：三河鳥羽駅 - 三河鹿島駅間が開業[32]（三河鳥羽駅以東は非電化）。
  - 11月10日：三河鹿島駅 - 蒲郡駅間が開業し、全通[33]。
- 1937年（昭和12年）
  - 3月9日：拾石駅 - 蒲郡駅間に竹谷駅開業[34]。
  - 5月11日：竹谷駅 - 蒲郡駅間に江畑駅開業[34]。
  - 9月2日：仮設の形原駅を蒲郡寄りに0.1km移設し正式開業（認可日）[31]。
- 1941年（昭和16年）6月1日：名古屋鉄道が三河鉄道を合併。三河線の一部となる。
- 1943年（昭和18年）2月1日：三河吉田駅 - 三河鳥羽駅間の架線電圧を1500Vから600Vに降圧し、西尾線と直通運転開始。
- 1944年（昭和19年）：宮崎口駅、洲崎駅、竹谷駅、江畑駅休止[34]。
- 1945年（昭和20年）1月13日：三河地震により三河鹿島駅付近の盛土が崩壊[35]。
- 1946年（昭和21年）10月31日：三河鳥羽駅 - 東幡豆駅間が600V電化。
- 1947年（昭和22年）4月23日：東幡豆駅 - 蒲郡駅間が600V電化。
- 1948年（昭和23年）5月16日：三河吉田駅 - 蒲郡駅間を蒲郡線とする。
- 1952年（昭和27年）10月1日：洲崎駅を移設、営業再開[34]。
- 1953年（昭和28年）1月1日：休止していた竹谷駅と江畑駅を統合し、塩津駅開業[34]。
- 1959年（昭和34年）7月12日：蒲郡線の架線電圧を1500Vに昇圧。三河線との直通に戻る[36]。
- 1960年（昭和35年）
  - 3月27日：ダイヤ改正。西尾線の1500V昇圧により同線との直通運転再開[36]。最高速度を55km/hから70km/hに引き上げ[15]。
  - 11月1日：三河吉田駅を吉良吉田駅に改称[34]。
- 1968年（昭和43年）
  - 5月12日：ダイヤ改正。曲線改良に伴いスピードアップ[37]。
  - 10月1日：拾石駅と塩津駅を統合し、蒲郡競艇場前駅開業[34]。
- 1969年（昭和44年）7月6日：ダイヤ改正。レール重軌条化。最高速度を95km/hに引き上げ[12]。
- 1970年（昭和45年）
  - 2月5日：複線化のための鉄道施設の計画変更認可受領（実際には行われず）。
  - 10月5日：休止中の宮崎口駅廃止[34]。
- 1971年（昭和46年）
  - 1月24日：形原駅 - 三河鹿島駅間の一部を高架化（国道247号との立体交差事業）。
  - 9月10日：蒲郡駅高架化工事のため同駅が仮駅に移転。蒲郡駅（仮） - 蒲郡駅間を休止[31]。バス代行運転開始。
- 1972年（昭和47年）3月14日：蒲郡駅高架化。蒲郡駅（仮） - 蒲郡駅間の運行を再開し仮駅廃止[31]。代行バス運転終了。
- 1974年（昭和49年）10月：愛知こどもの国開園に伴い、最寄り駅として洲崎駅を再び移設[34]。
- 1976年（昭和51年）10月10日：洲崎駅をこどもの国駅に改称[34]。
- 1992年（平成4年）11月24日：ダイヤ白紙改正。特急列車にそれまでの7000系・7700系白帯車に加えて8800系が使用されるようになる。休日昼間の特急が廃止され、平日・休日ともに1往復の運転となる[38][注釈 4]。
- 1997年（平成9年）12月19日：名鉄・箕浦社長（当時）の定例記者会見で、不採算路線の整理・統廃合を関係自治体と協議したい旨の発言。対象路線に蒲郡線が含まれるが、後に回避。
- 1998年（平成10年）
  - 4月6日：ダイヤ改正。一部を除いて急行の西尾駅以南直通運転を廃止[40]。
  - 6月1日：全線でワンマン運転開始[41]。
- 2000年（平成12年）11月11日：蒲郡競艇場前駅 - 蒲郡駅間高架化[42]。
- 2005年（平成17年）
  - 1月29日：ダイヤ白紙改正。蒲郡線内の特急・急行廃止[43]。
  - 12月20日：名鉄の要請により名鉄西尾・蒲郡線対策協議会が設立。
- 2007年（平成19年）3月1日：西尾線福地駅 - 蒲郡競艇場前駅の各駅（こどもの国駅除く）でサイクルトレインを5月31日まで試験運用[18]。
- 2008年（平成20年）6月29日：ダイヤ改正。ワンマン運転区間が蒲郡線内のみに縮小[44]。
- 2009年（平成21年）10月25日：2000系が団体列車として初めて入線[45]。
- 2021年度：西幡豆駅、東幡豆駅での切符の販売を終了[46]。
- 2022年（令和4年）3月19日：蒲郡線の観光推進を目的とした白帯ラッピング電車「にしがま号」を6011Fで運行。（にしがま号としての運行は5月8日で終了し、車両自体はそれ以降も白帯を装飾したままで運行中）[47]。
- 2023年（令和5年）9月9日：蒲郡線の観光推進を目的とした復刻塗装電車を6010Fで運行[48]。

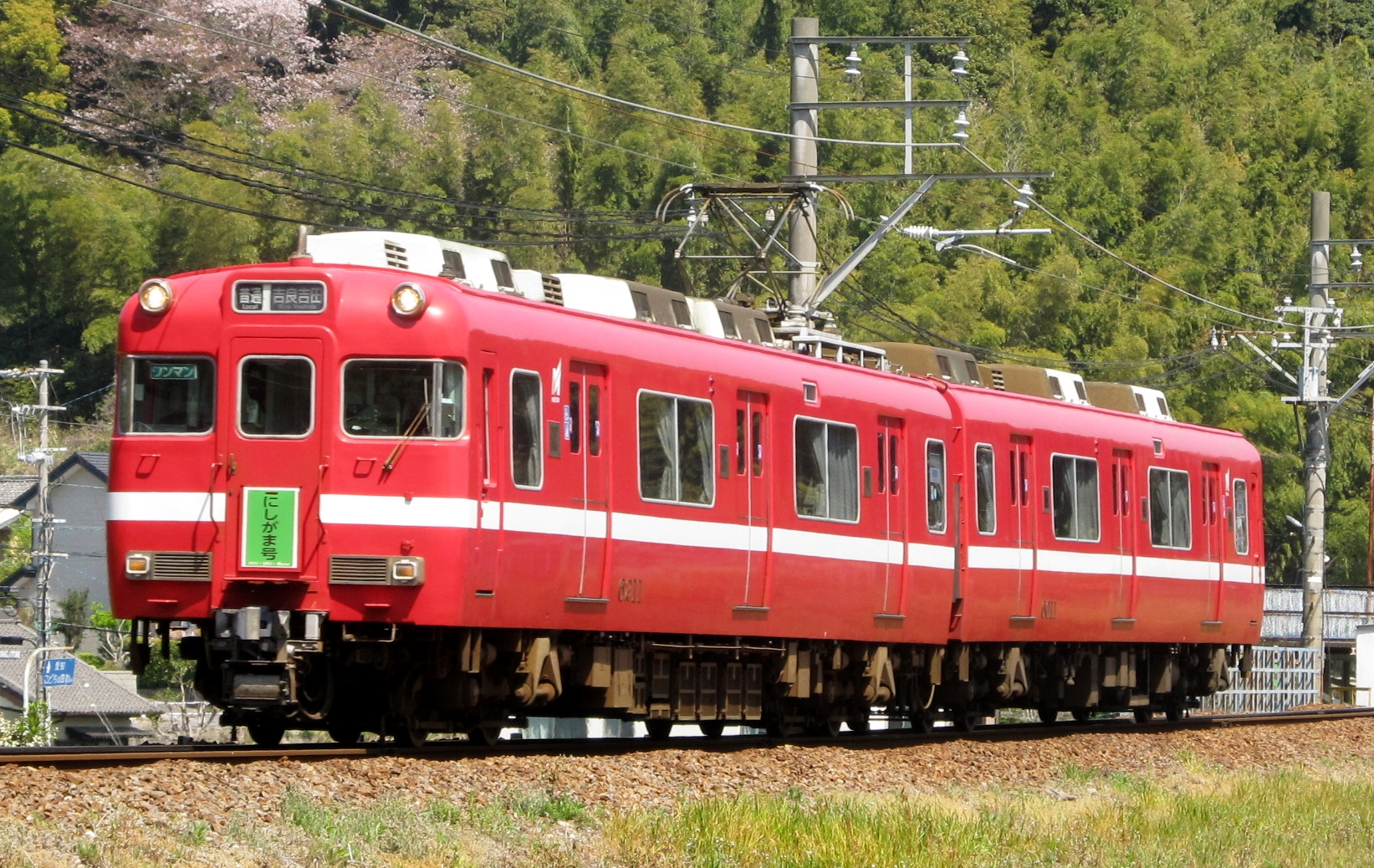
白帯ラッピング電車 （にしがま号、6011編成）
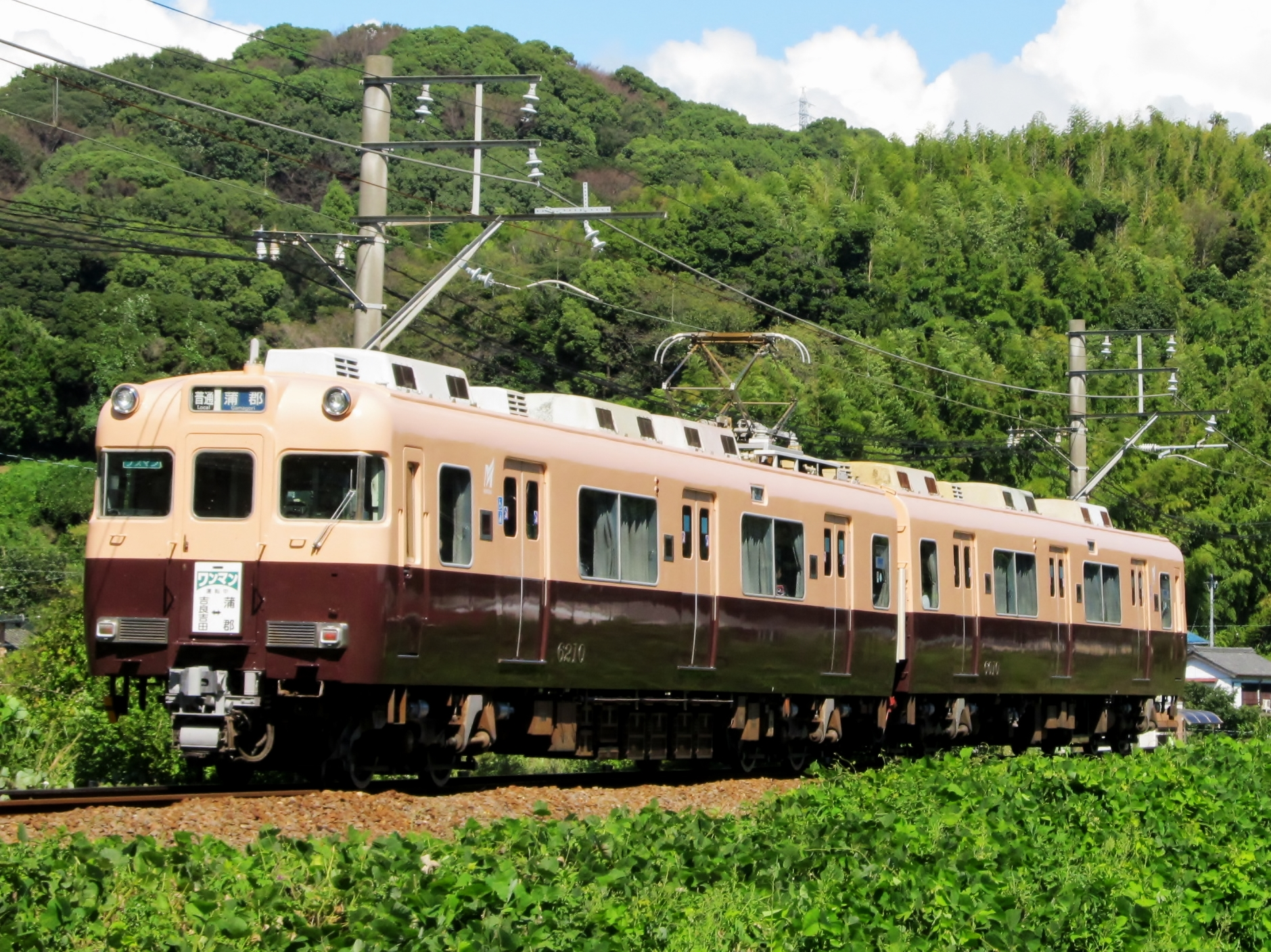
復刻塗装電車 （6010編成）

## 運行形態

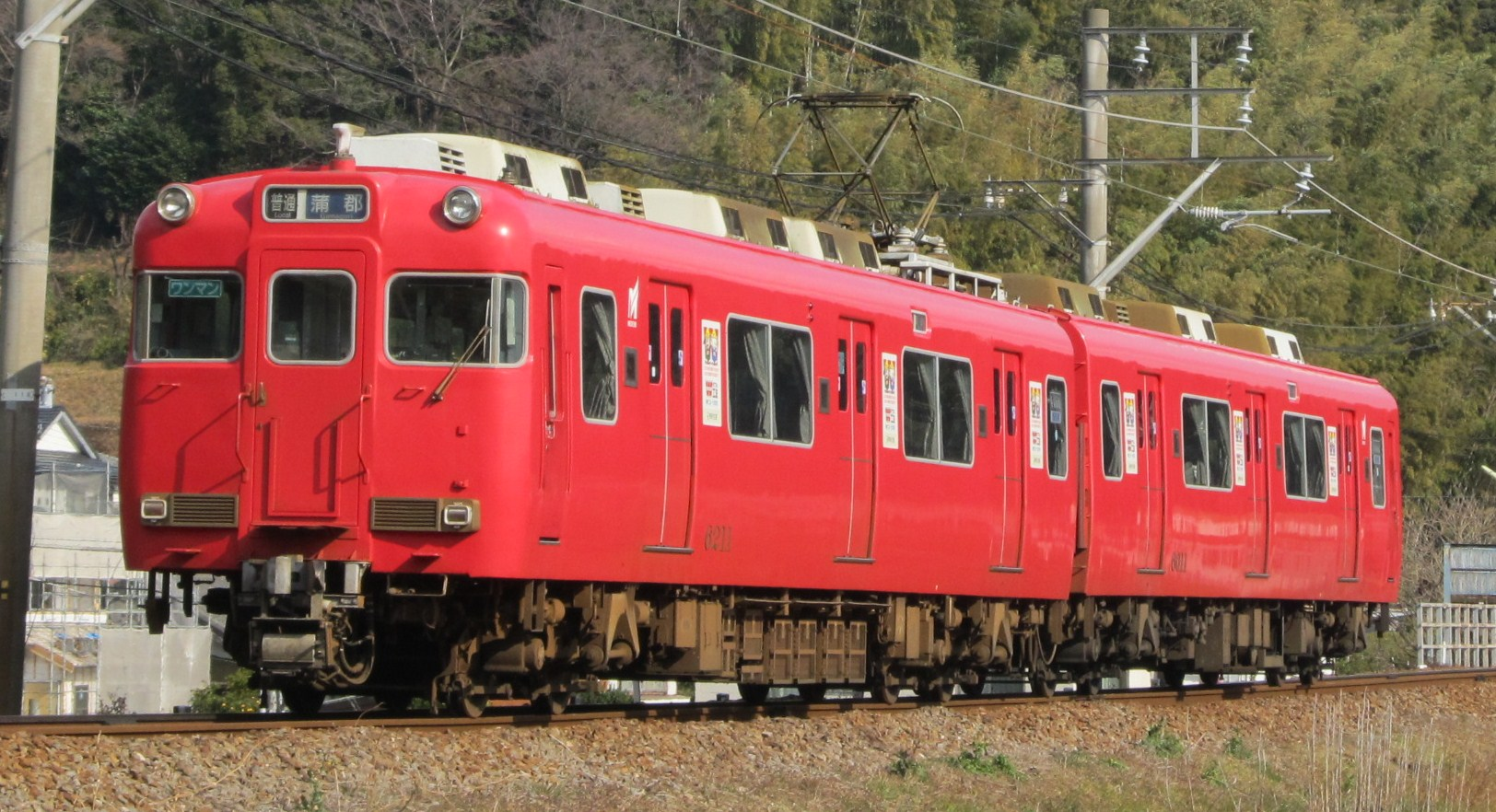
6000系

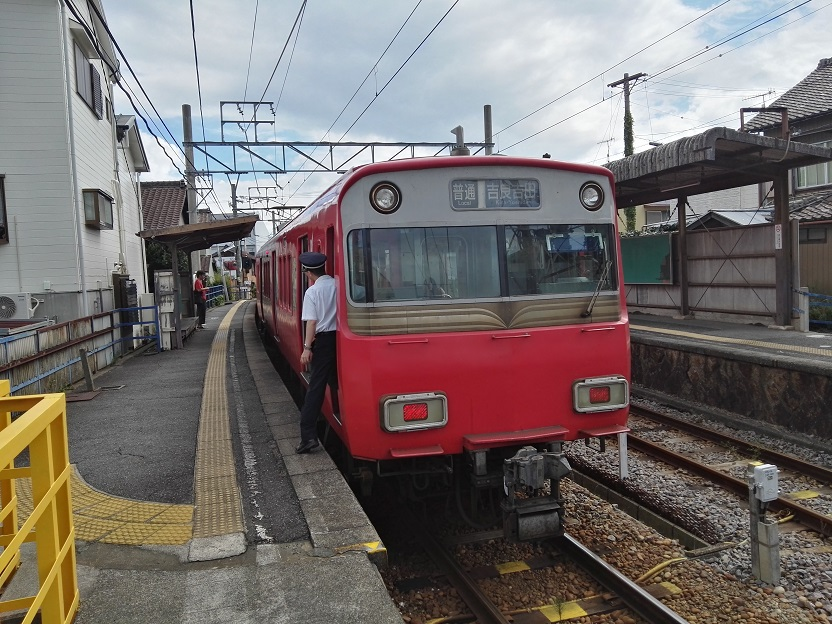
ワンマン編成の代走で入線した6800系（形原駅）

2008年6月29日改正以降は終日ワンマン運転で、毎時2本運転されている。ワンマン改造された6000系2両編成3本で運用され、昼間は三河鳥羽駅と西浦駅で上下列車がすれ違う。島式ホームの駅のうち、すれ違う駅以外では、運転士が確認およびワンマン操作を容易にできるよう、右側通行で進行方向左側のドアから旅客の乗降を行っている。線内の所要時分は28 - 30分である。
蒲郡線ではワンマン運転対応編成が検査で入場した場合は、予備車両がないため車掌が乗務した6800系や6000系の2両編成が充当され、車両は約3日程度、蒲郡線を走行したあと本線の運用となる。
1998年4月6日改正から2008年6月29日改正までは西尾線直通の西尾駅 - 吉良吉田駅 - 蒲郡駅間のワンマン運転で、朝と夜の一部に新安城駅発着列車や名古屋本線直通列車が設定されていた。
2005年1月29日改正までは蒲郡線内にも「特急」と「急行」が存在していた。昭和の頃には昼間にも名古屋本線直通の特急が運転されており（愛称は「三河湾号」）、主に7000系「パノラマカー」が使用されていた。廃止直前の特急は8800系「パノラマDX」による3両編成で1往復のみ運転されていた。また、1998年4月6日改正までは昼間に蒲郡駅 - 津島線方面間に毎時1往復の直通列車（蒲郡駅 - 西尾駅間は普通で、それ以外の区間は急行）が運転されていた。2005年1月29日改正直前の停車駅は特急・急行とも同じで、吉良吉田駅、西幡豆駅（朝の下り特急は特別通過）、東幡豆駅、西浦駅、形原駅、蒲郡駅に停車していた。
晩年の直通列車は蒲郡線内はすべて普通列車として運行しており、新安城駅や西尾駅などで種別変更していた。また、朝や夜には4両編成の列車も見られた。特に、始発の蒲郡行は吉良吉田駅2番線（旧三河線ホーム）から発車する唯一の列車であった（ホームが3両分しかないため1両は扉が開かない）。
6000系以外の現有車両で当線での定期運用の実績があるのは6500系・6800系・3100系で、2008年6月29日改正まで5300系・5700系・6500系・6800系が主に朝と夜に乗り入れていた。なお、現用の特急車や3500系・3300系などの4両編成のインバータ制御車、2代目5000系などは当線で定期運用されたことはないが、2000系「ミュースカイ」および1800系は団体列車として当線に入線した実績がある。

### ワンマン運転
蒲郡線は全列車ワンマン運転である。広見線の新可児駅 - 御嵩駅間を除いた他の名鉄線のワンマン運転とは利用方法が異なり、車内に運賃箱を設置するなど、専用に改造された2両組成の6000系が使用される。広見線とは異なり、常時方向幕を使用しており通常は系統板を使用しない。車内で流れる自動放送は三河線や瀬戸線で使われている女声のものではなく、広見線と同じ男声のものになっている（ただし、広見線とは異なり、放送開始時にチャイムが鳴る）。運転区間内の無人駅では乗車ドアと降車ドアは決められており、乗車は先頭車両の後ろドア、降車は先頭車両の前ドアで、先頭車両の中ドアと後方車両のドアは開かないが、有人駅の蒲郡駅・吉良吉田駅ではホーム側の全部のドアが開く。
西幡豆駅・東幡豆駅・西浦駅を除く各駅に設置されている自動券売機であらかじめ乗車券を購入し、無人駅で降車する場合は運転台近くの運賃箱に投入（乗り越しの場合は不足運賃も入れる）するか、運転士に手渡す。西幡豆駅・東幡豆駅・西浦駅を除く各駅に自動券売機が設置されているため、路線バスや他社のワンマン対応車両に設置されている乗車整理券発行機やLCD式運賃表示器はない（三角表式運賃表はある）。蒲郡駅で降車する場合は、改札口の駅員に手渡し、吉良吉田駅で降車する場合や西尾線に乗り継ぐ場合は、降車駅の自動改札機に投入する。なお、西幡豆駅・東幡豆駅・西浦駅から乗車する場合は駅ホームに設置されている乗車駅証明書発行機で乗車駅証明書を発行し、無人駅で降車する場合は運転台近くの運賃箱に乗車駅証明書と運賃を投入するか、運転士に手渡す。蒲郡駅で降車する場合は、改札口の駅員に手渡す。吉良吉田駅で降車する場合は乗換改札口の駅員に手渡して、西尾線に乗り継ぐ場合は乗換改札口で降車駅までの運賃を精算する。
蒲郡線では2008年6月28日改正前まで、ワンマン改造された6000系 (6009F - 6013F) の5編成で西尾駅 - 吉良吉田駅 - 蒲郡駅間のワンマン運転（西蒲ワンマン）を行ってきたが、ワンマン運転区間が吉良吉田駅 - 蒲郡駅間に短縮されたことで余剰となり、新たにワンマン運転区間となった広見線に1編成が回された（蒲郡線用には3編成が残り、残りの1編成は一方から他方への送り込み用）。車両は広見線と共用し、平日は西尾8：16発の急行犬山行き、休日は東岡崎9：54発の普通犬山行き（平日休日ともに送り込み車両は新安城で連結）、逆方向は岩倉23：01発（休日は22：59発）の普通新安城行きで送り込みを行う。犬山駅への移動後は犬山検査場で検査を行い、翌日に広見線の運用に入る。そして夜に前述のダイヤで新安城駅まで戻ったあと、翌日から蒲郡線での運用に戻るローテーションを組んでいる。かつては犬山駅 - 新可児駅間でも営業列車を兼ねた送り込みを行なっていたが、同区間は2024年3月16日改正でワンマン運転になり、前記5編成とはワンマン機器が異なりワンマン運転できないので、以後は回送列車で送り込むようになった。
manaca（10種の相互利用ICカード）については蒲郡線三河鳥羽駅 - 蒲郡駅間のみでの利用はできない。また、蒲郡線内の自動券売機は吉良吉田駅を除いて対応していないほか、西幡豆駅・東幡豆駅・西浦駅は自動券売機が設置されていない。ただし、吉良吉田駅を含む区間を利用する場合は、以下の手順による。
- 非対応駅で降車する場合は、吉良吉田駅の中間改札窓口でICカードを渡し、降車駅を申し出て精算を行う。その精算済み証を受け取ってワンマン列車に乗車し、蒲郡駅以外では、降車時に運転士に渡し、蒲郡駅の場合は、降車後に改札口の駅員に渡す。
- 非対応駅から乗車する場合は、乗車駅の自動券売機（西幡豆駅・東幡豆駅・西浦駅は乗車駅証明書発行機）で乗車駅証明書を発行し、ワンマン列車に乗車する。蒲郡駅の場合、改札で乗車駅証明書を見せて吉良吉田駅以遠の駅を利用することを申し出る。吉良吉田駅で降車後、中間改札窓口で駅係員に乗車駅証明書を渡し、ICカードに乗車駅を記録してもらう。

manacaが導入されているふれんどバスや名鉄バスの蒲郡地区路線とは条件を満たせば通常どおり乗継割引が適用される。

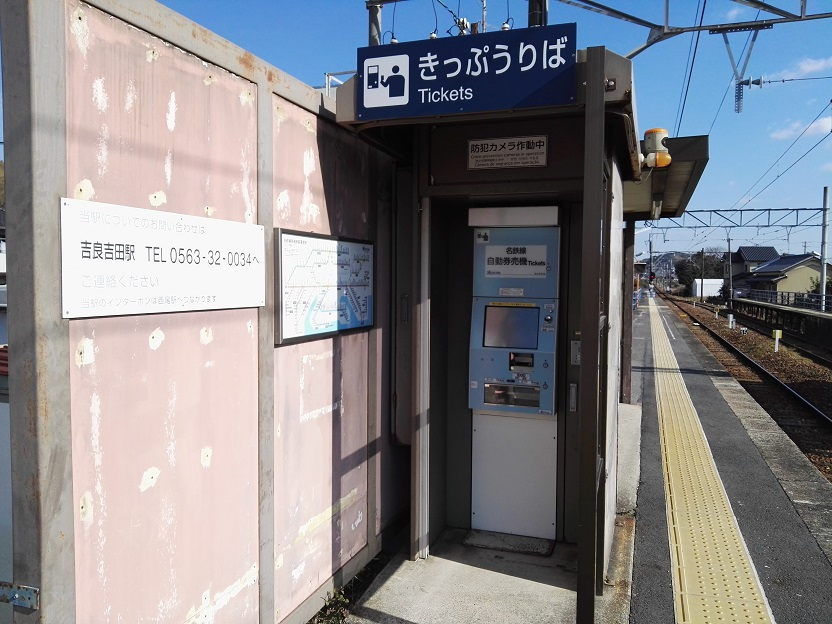
自動券売機（三河鳥羽駅）
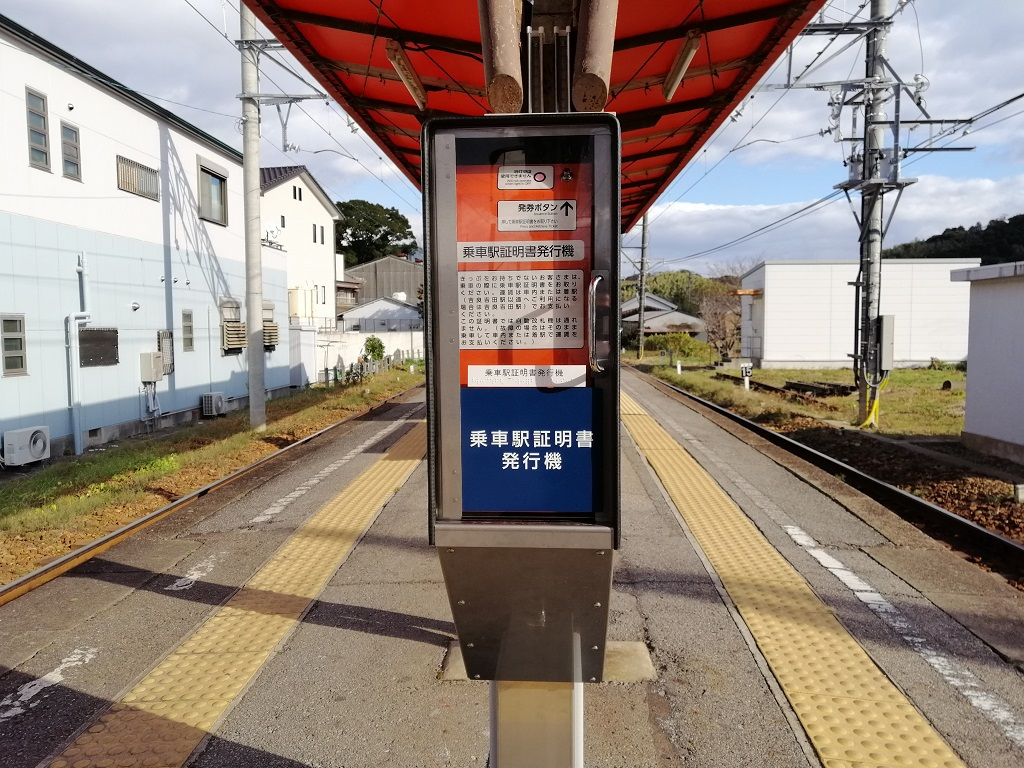
乗車駅証明書発行機（西幡豆駅）
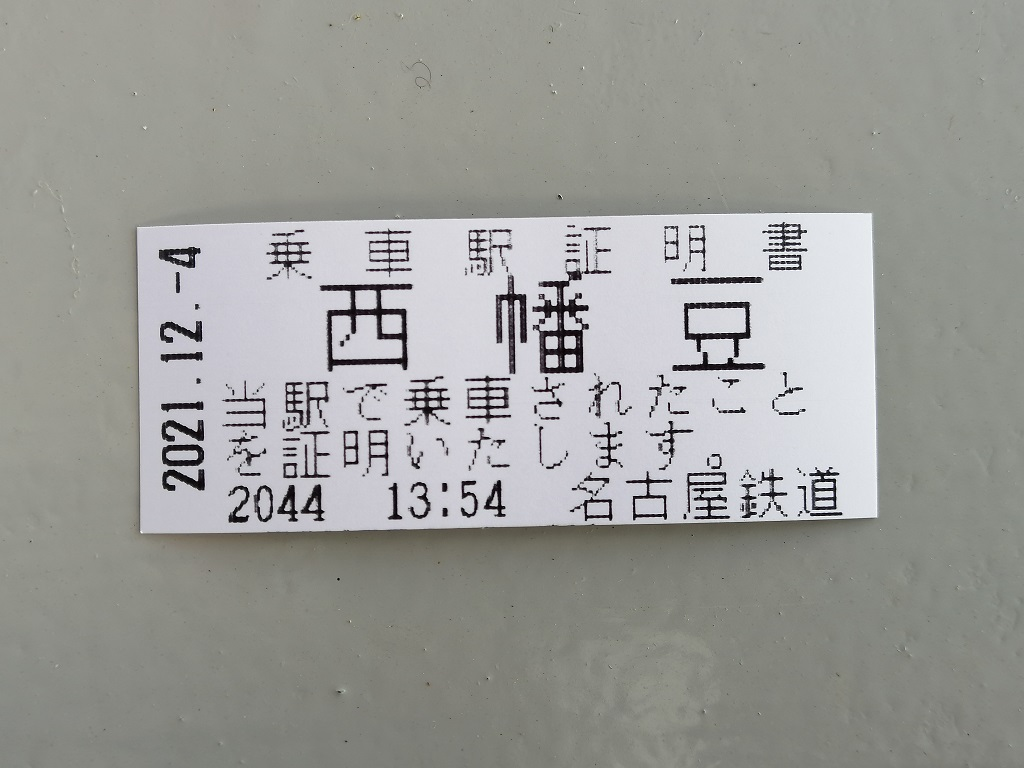
乗車駅証明書

## 駅一覧
- 全駅愛知県内に所在。
- 普通列車のみ運行。全列車、各駅に停車。
- 吉良吉田駅構内に西尾線との連絡線があり、車両の回送の際にのみ使用される。

凡例
線路（全線単線） … ｜：交換不可 ◇・∧：交換可能
| 駅番号 | 駅名           | 駅間 キロ | 営業 キロ | 接続路線                                        | 線路 | 所在地 |
| ------ | -------------- | --------- | --------- | ----------------------------------------------- | ---- | ------ |
| GN13   | 吉良吉田駅     | -         | 0.0       | 名古屋鉄道：GN 西尾線                           | ◇    | 西尾市 |
| GN14   | 三河鳥羽駅     | 3.2       | 3.2       |                                                 | ◇    | 西尾市 |
| GN15   | 西幡豆駅       | 1.5       | 4.7       |                                                 | ◇    | 西尾市 |
| GN16   | 東幡豆駅       | 2.3       | 7.0       |                                                 | ◇    | 西尾市 |
| GN17   | こどもの国駅   | 1.9       | 8.9       |                                                 | ｜   | 西尾市 |
| GN18   | 西浦駅         | 1.6       | 10.5      |                                                 | ◇    | 蒲郡市 |
| GN19   | 形原駅         | 1.2       | 11.7      |                                                 | ◇    | 蒲郡市 |
| GN20   | 三河鹿島駅     | 1.8       | 13.5      |                                                 | ｜   | 蒲郡市 |
| GN21   | 蒲郡競艇場前駅 | 1.8       | 15.3      | 東海旅客鉄道：CA 東海道本線（三河塩津駅：CA48） | ｜   | 蒲郡市 |
| GN22   | 蒲郡駅         | 2.3       | 17.6      | 東海旅客鉄道：CA 東海道本線 (CA47)              | ∧    | 蒲郡市 |

途中駅はすべて駅集中管理システム未対応の無人駅である。蒲郡駅とこどもの国駅は高架化されている。

### 廃駅
名称は廃止時のもの
- 宮崎口駅（吉良吉田駅 - 三河鳥羽駅間） - 1944年休止、1970年10月5日廃止
- 拾石駅（三河鹿島駅 - 蒲郡駅間） - 1968年10月1日廃止、塩津駅と統合し蒲郡競艇場前駅に
- 竹谷駅（三河鹿島駅 - 蒲郡駅間） - 1944年休止、1953年1月1日廃止、江畑駅と統合し塩津駅に
- 塩津駅（三河鹿島駅 - 蒲郡駅間） - 1968年10月1日廃止、拾石駅と統合し蒲郡競艇場前駅に
- 江畑駅（三河鹿島駅 - 蒲郡駅間） - 1944年休止、1953年1月1日廃止、竹谷駅と統合し塩津駅に

### 過去の接続路線
- 吉良吉田駅：名鉄三河線 - 2004年4月1日廃止